# タイゴン
タイゴン（Tigon）またはティグロン（Tiglon）とは、父がトラで母がライオンの雑種。タイゴンとは逆に父がライオンで母がトラの場合はライガー（Liger）と呼ばれる。自然界での交雑例はなく全て人工的な環境による交雑種である。

## 特徴
親となるどちらの種にも見られる特徴が発生することが知られる。母となるライオン由来の斑紋を持つこともあれば、父となるトラ由来の縞柄を持つこともある。本交雑種の雄に見られる鬣（たてがみ）は、ライオンのそれよりも短くて目立たず、むしろトラの雄のひだ襟に近い。本交雑種は19世紀の終盤にはその存在が確認されており、主に動物園やサーカス等で交配された。作家ジェラルド・アイルズ（Gerald Iles）は自身の著書At Home In The Zoo（1961）の中で、「マンチェスターのベルヴュー動物園（Belle Vue Zoo）では3頭のタイゴンを見ることができた」と書き記している。

## 生育
本交雑種はライガーと同じく視神経や内臓（特に腎臓、心臓関係）に先天的疾患を抱える場合が多く、また先天的な疾患以外にも骨の発育不全および骨腫、股関節の形成不全等が多発することも報告されている。それ故に短命な個体が多い。このため生命の倫理に反するとして現在は研究目的以外に掛け合わせる行為は極力控えられており、また台湾では本交雑種（ライガー含む）の作成を禁じている。飼育されている個体は中国の動物園で見られることが多い。

## 繁殖
一般的に雌のタイゴンが繁殖力を持つのに対し、雄の個体は不妊であるとされている（繁殖に成功した例は以下）。

### 繁殖の記録

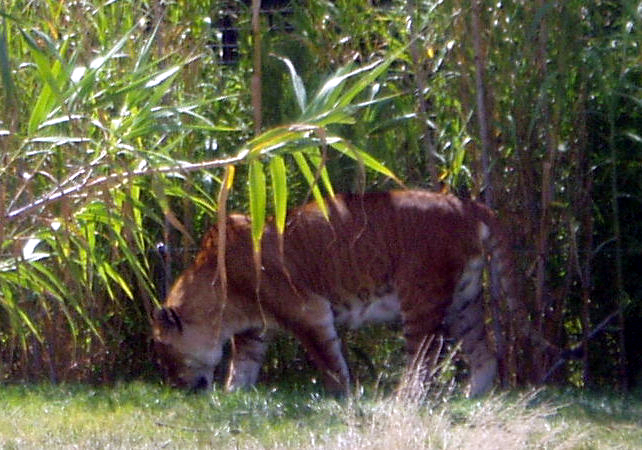
キャンベラの動物園で飼育されているタイゴン

世界動物記で知られる動物学者のグッギィスベルク（Guggisberg）は自身の著書『Wild Cats Of The World（1975）』の中で、「ライガーやタイゴンには繁殖能力が無いと考えられてきたが、1943年にミュンヘンのヘラブルン動物園（Hellabrunn Zoo）でライオンと島のトラの間に生まれた15歳の種間雑種をライオンと交配させることに成功。その雌は体が弱かったものの成体まで成長した」と記している。
インドのアリポア動物園（Alipore Zoo）で、1971年に生まれたルドラーニ（Rudhrani）という雌のタイゴンとデバブラータ（Debabrata）という雄のインドライオンの交配に成功したとする。その2世代目の雑種はライタイゴンと呼ばれ、ルドラーニは生涯で7頭のライタイゴンを産んだ。このうち1頭は驚異的な大きさに成長し、クバナカーン（Cubanacan）と名付けられ1991年に死んだこの個体は体重363kg、体高は肩までの高さ1.32m、そして全長は3.5mもあったとされている。
チベットのシャンバラ自然保護区で1978年に生まれた雌のタイゴンであるノエル（Noelle）と雄のアムールトラであるアントン（Anton）との間に1983年にナサニエル（Nathaniel）と名付けられたタイタイゴンが誕生している。ナサニエルは4分の3がトラであったため、ノエルよりも濃い縞模様を持ち鳴き声もよりトラに近かったという。またライオンの血は4分の1しか入っていなかったため、鬣は生えてこなかった。しかしナサニエルは8-9歳時に癌で死亡し、母親のノエルも同じ病気で間もなく死亡した。これは本交雑種の短命な一面を物語っている。